# 衛星電話

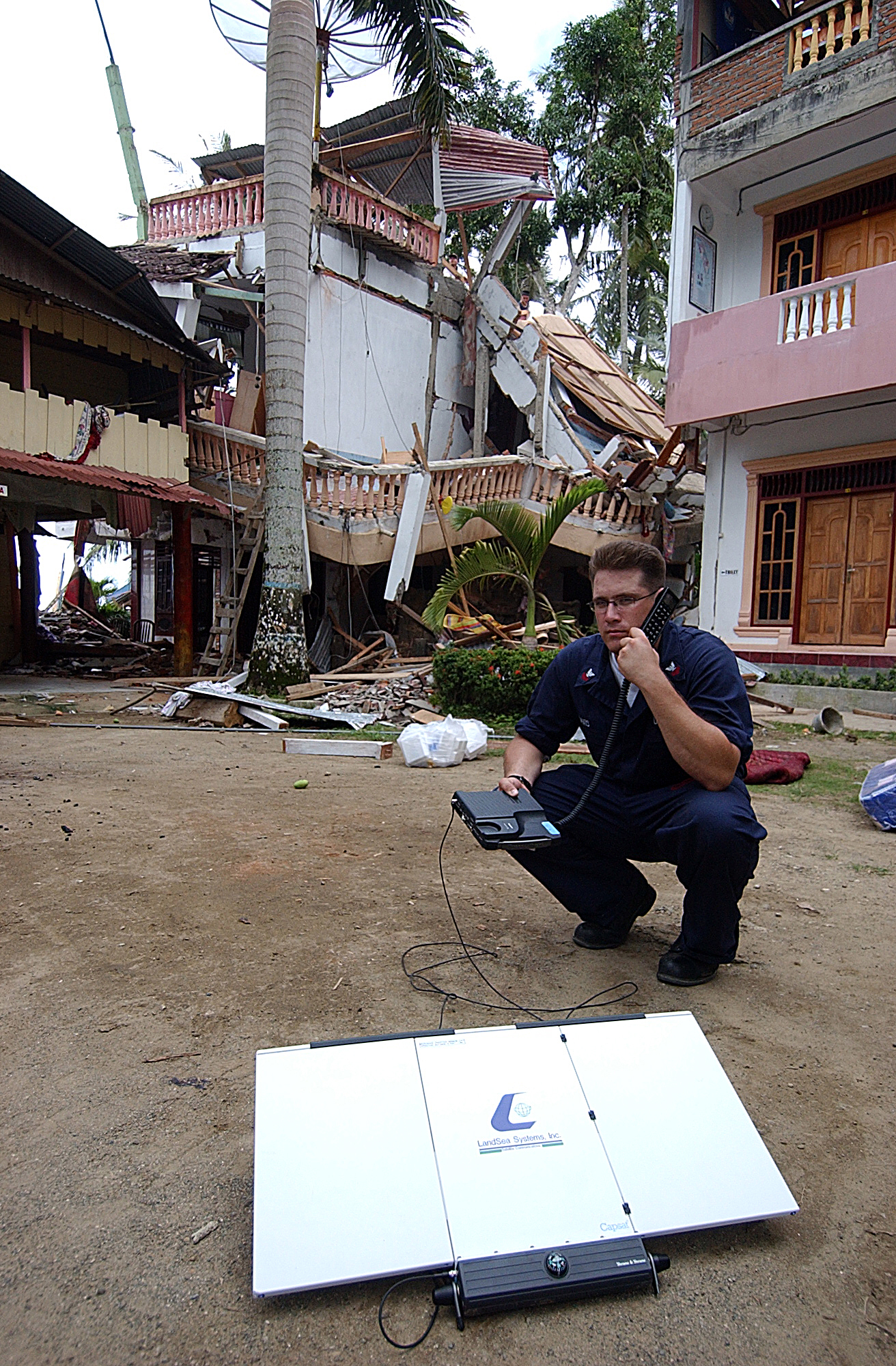
衛星電話（インマルサット）

衛星電話（えいせいでんわ）とは、通信衛星と直接通信する電話機を使用した電話網を提供するサービスである。
衛星電話は、電線（光ケーブルやマイクロ波回線も含む）を使った有線電話（固定電話）や地上の無線通信技術を用いた携帯電話と比較して、通話可能地域が広いほか、地上設備が少ない通信網が技術的には提供可能である。しかし、無線局の免許や税金、利用地域の政府の規制などの関係で自由に使用できない地域も多い。
携帯電話の緊急通報システムとして、限定的な衛星通信機能を採用した事例もある。

## 静止衛星を用いたサービス
静止衛星を用いたサービスは、端末やアンテナの小型化を可能にするため、マルチビーム方式のスポットアンテナを搭載し、ビーム間の交換設備を内蔵した衛星が使用される。
通信距離が上下各約36,000kmと長いため、遅延時間が大きい。また、高緯度地域や経度の離れた地域など衛星への仰角が小さい場合、地上の障害物のため通信しにくいことがある。
各種の多元接続方式でトランスポンダの電波帯域を有効活用している。

### インマルサット

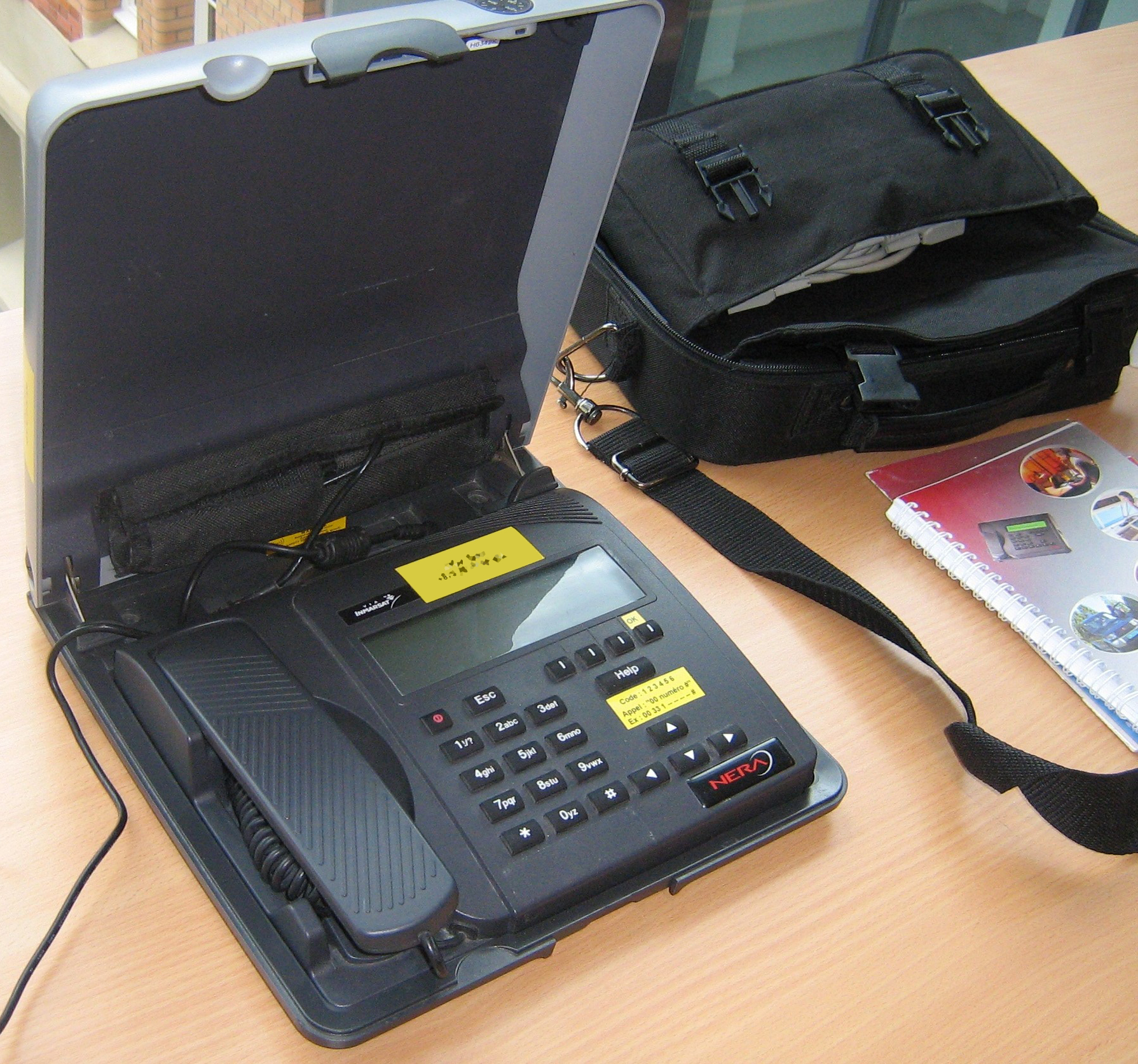
Nera Satcom製のインマルサット端末

衛星電話はインマルサットが開発してサービスが始まった。実際の事業は民間企業が行っている（後述）。
太平洋・大西洋（東・西）・インド洋の4つの静止衛星を使用しており、南極と北極を除いた緯度70度以下の地域で、海上・陸上・空中を問わず通信が可能である。
Broadband Global Area Network (BGAN) と呼ばれる高速通信サービスのために、グローバルビーム1本・ワイドスポットビーム19本・ナロースポットビーム228本を搭載したInmarsat-4衛星を軌道投入している。ナロースポットビームは、指向性を変化させることができ、需要に合わせた回線設計が可能である。2005年（平成17年）3月11日にインド洋衛星が打ち上げに成功し、同年中にサービスが順次開始されている。
日本の電波法及び電気通信事業法に基づく事業は、KDDI（GSPS型を除く）、日本デジコム（ミニM型及びBGAN型、GSPS型に限る）、JSAT MOBILE Communications（BGAN型、GSPS型に限る）が行っている。
| 名称                                 | 音声 | テレックス | 最大通信速度 (kbps)                        | 最大通信速度 (kbps) | 特徴                                   |
| 名称                                 | 音声 | テレックス | ファクシミリ/データ                        | パケット            | 特徴                                   |
| ------------------------------------ | ---- | ---------- | ------------------------------------------ | ------------------- | -------------------------------------- |
| A                                    | ○    | ○          | 4.8程度                                    |                     | アナログ方式・通信料金が高い           |
| B                                    | ○    | ○          | 9.6                                        |                     | Aより通信料金が安い                    |
| C                                    |      | ○          | テキストをファクシミリへ送信可・受信は不可 | 0.6                 | 蓄積交換方式で最も料金が安い           |
| F33                                  | ○    |            | 9.6                                        | 下64 上50           | 音声はグローバルその他はスポットビーム |
| F55                                  | ○    |            | ISDN64,9.6                                 | 64                  | 音声はグローバルその他はスポットビーム |
| F77                                  | ○    |            | ISDN64,2.4または9.6                        | 64                  | 全てグローバルビーム                   |
| M4                                   | ○    |            | ISDN64,2.4または9.6                        | 64                  | 可搬型                                 |
| ミニM                                | ○    |            | 2.4                                        |                     | M4より小型の可搬型                     |
| BGAN                                 | ○    |            | ISDN64                                     | 492                 | I-4衛星を利用した高速通信              |
| R-BGAN                               |      |            |                                            | 144                 | スラーヤ衛星からI-4衛星に変更された    |
| IsatPhone（アイサットフォン）,GSPS型 | ○    |            |                                            | 20                  | I-4衛星を利用した衛星携帯電話サービス  |

- 海上における遭難及び安全に関する世界的な制度 (GMDSS : Global Maritime Distress and Safety System) 対応船舶端末
- 国際海事機関条約の船舶警報通報装置 (SSAS : Ship Security Alert Sysytem) 対応端末。
- インマルサットAサービスは終了している。

### 日本領海・領土向けサービス（ワイドスター）

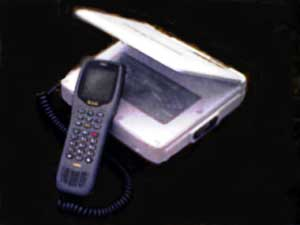
WIDESTAR DUO可搬タイプ

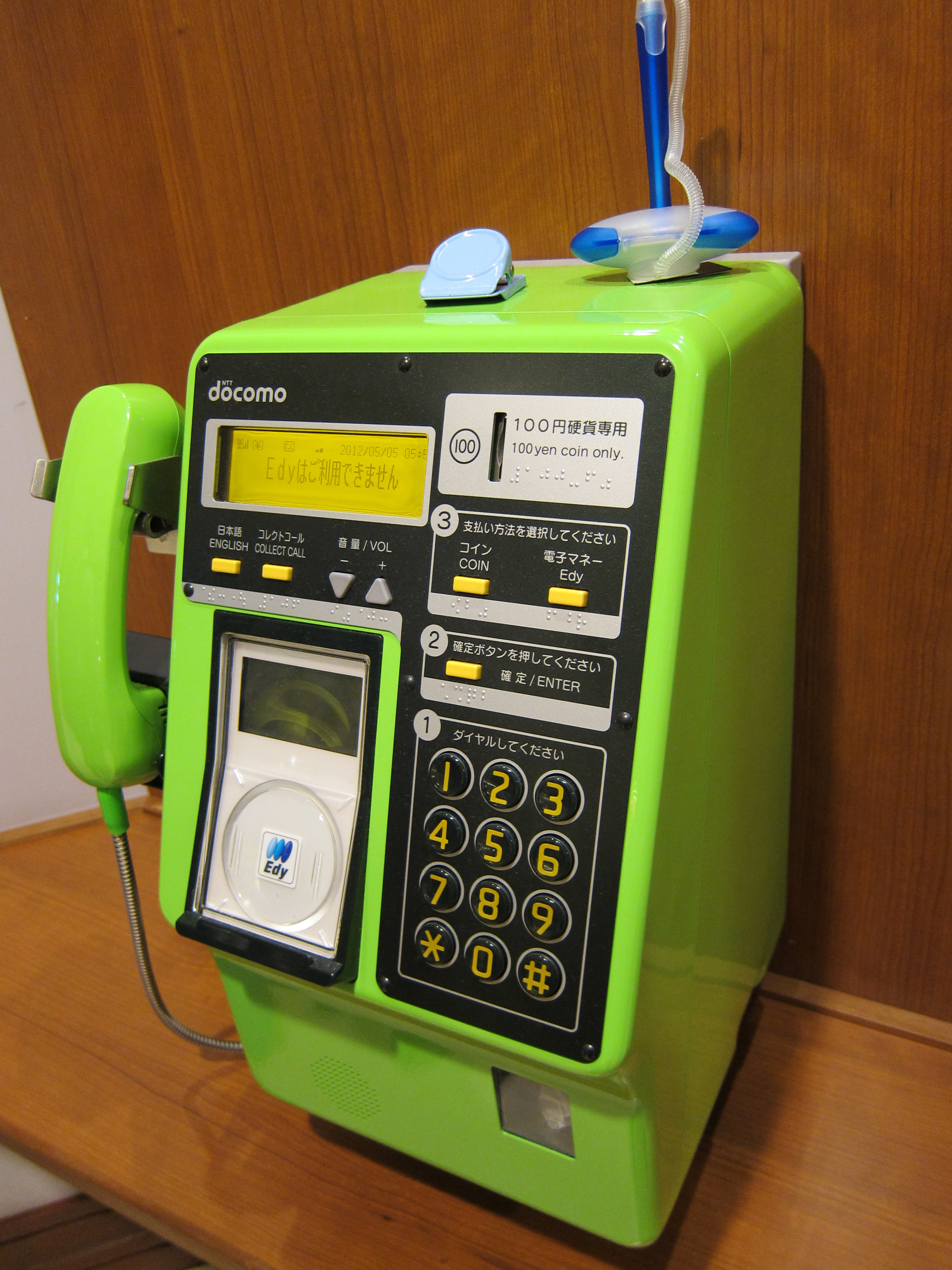
ワイドスターII簡易公衆電話

ワイドスターは、1996年（平成8年）3月29日に、海岸の基地局を利用した船舶電話を置き換える目的でサービスが開始された。NTTドコモが、N-STARc（東経136度）およびN-STARd（JCSAT-5A、東経132度）の2機の静止衛星で日本の領海・領土向けのサービスとして提供しており、衛星が見通せる地点ならば、海上・陸上・空中を問わず利用可能。
長距離フェリーや、電話線がひかれていない山の売店・山小屋などに設置されている公衆電話でも、ワイドスターが使用されている。自衛隊・気象庁および海上保安庁職員のみが駐在している硫黄島や南鳥島でも、本土との電話回線にワイドスター電話が使われている。
また地域衛星通信ネットワークの衛星電話が設置されていない公共施設では、災害時応急復旧用無線電話機と共ににも設置されている。地震などの大災害が発生すると、通常の電話回線は多くの通話が殺到して輻輳状態になるほか、電話回線が損傷すると通話そのものが不可能になる。その点、衛星電話は地上設備が比較的少なく設備損傷のリスクが少ないと考えられるため、地方自治体・警察・消防用の緊急電話回線（一般用とは別系統のワイドスター電話端末）が設置されている。
日本の通信事業者（NTTドコモ）が行っているサービスのため、電話番号は通常の携帯電話と同様に090や080の電話番号が割り振られ、発信方法も同じである。他の海外キャリアの衛星電話は、発着信の際国番号や特定番号をいれなければ発着信ができない。法人営業部門のあるドコモショップ等で端末の購入が可能である。
形態としては、陸上可搬型、車載型、船舶型の3種類となる。

#### ワイドスターII
2010年（平成22年）4月からは、「ワイドスター」の後継として、「ワイドスターⅡ」サービス提供及び「衛星可搬端末01」の発売が開始された。
ワイドスターII は通信速度が大幅にあがり、上り最大144kbps・下り最大384kbpsとなり帯域占有サービス、帯域保証サービス、最大200拠点に対して、音声、FAX、Eメールの複数の手段にて一斉連絡が可能となる「一斉同報通信サービス」が提供された。あわせてパケット通信料金が大幅に値下げされた。

### スラーヤ

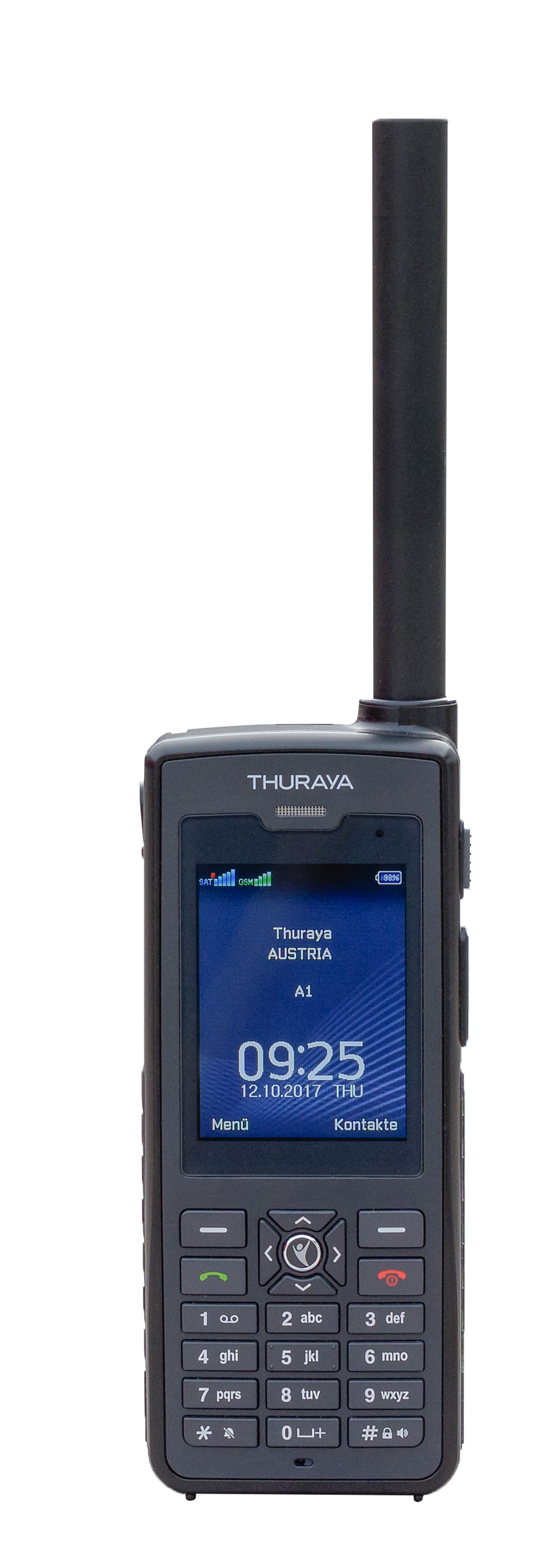
Thuraya XT-PRO DUAL

スラーヤ (Thuraya) は、アラブ首長国連邦の所有する人工衛星を利用したもので、サービス提供エリアはヨーロッパ・北アフリカ・中東およびインドなどの南アジアである。
2000年（平成12年）10月に1号機、2003年（平成15年）6月に2号機が東経44度に軌道投入されたほか、2008年（平成20年）には3号機が投入され、東南アジア・東アジアでも提供開始された。
日本では、電波法により使用が認められていなかったが、2012年（平成24年）12月14日付けで日本デジコムとソフトバンクモバイル（現・ソフトバンク）が、総務省から無線局免許状を取得した。これにより、日本でもスラーヤ端末の利用が可能となった。ただし使用している電波の周波数帯が電波天文学観測所で観測で使用している周波数に近く、天文観測に影響を与える可能性があることから、群馬・栃木・茨城・千葉・新潟・長野・山梨・福島の一部地域と鹿島灘の一部では、事故・災害時や防災訓練期間などを除いて使用制限がかかっている。
しかし、2024年（令和6年）4月に、3号機の衛星機器の不具合によりアジア太平洋地域で通信障害が発生。復旧作業にあたったもののインドシナ半島以外では衛星電話サービスが利用できない状態が継続した。そのためスラーヤ社は衛星設備の復旧を断念して日本における事業撤退を決め、ソフトバンク・日本デジコムも同年8月31日で衛星電話サービスを終了する事を発表した。
- 主な端末機
  - 音声通信と伴に、9600bpsのデータ通信・ショートメッセージングサービスの可能な900MHz GSM携帯電話とのデュアルバンド機。

### ACeS
エイセス (Asia Cellular Satellite) は、インドネシアのスラウェシ島上空（東経123度）の「Garuda-1」静止衛星を利用した、東南アジアを中心とした地域向けの衛星電話サービスである。東南アジアなどの地上設備の敷設が遅れている地域の通信環境を改善するために提供されている。
インマルサットに事実上吸収され、同社の主力機であるR190はIsatPhone（アイサットフォン）として稼動している。
日本の領土・領海では無線局免許の関係で使用できない。
- 主な端末機
  - 固定電話に似た形の卓上型でアンテナを構造物に固定するもの
  - 音声通信とともに2400bpsのデータ通信・ショートメッセージングサービスの可能な900MHz GSM携帯電話とのデュアルバンド機

### 地域衛星通信ネットワーク
地方自治体では、地域衛星通信ネットワーク（LASCOMネット）の「個別通信サービス」の電話機能も、衛星電話と呼ばれている。
静止衛星SUPERBIRD Bシリーズを用いた自治体専用の衛星通信回線で、音声通話の他に一斉指令・FAX・映像伝送・データ通信なども可能。電話番号も独自体系であり、一般の電話回線に直接接続することはできない。通話・FAX・デジタル映像伝送などの通話料が無料なのが特徴で、出先機関や消防車・救急車に搭載して日常的に使用している自治体もある。災害で電話回線・有線通信回線が途絶した場合は、これが唯一の通信手段となることが多い。

## 低軌道衛星を用いたサービス
携帯電話と変わらない小型の端末で遅延時間の少ない交信を高緯度地域でも可能にするため、多数個の通信衛星からなる低軌道の衛星コンステレーションを利用するものがある。
衛星との見通し距離が1/10以下になると電波損失は1/100になるため、大型になる指向性アンテナを用いなくても通信が成り立つ。反面、1つの衛星から見渡せる地域は狭くなるため、多数個の衛星を衛星間通信により組み合わせて使用する。
1990年代後半に電気通信事業者が相次いで設立され、実際に衛星打上げも進められた。しかし、地上の携帯電話ネットワークのサービスエリア拡大や、静止衛星を利用する端末の小型化・低価格化により通信料金などの競争力が弱くなったため、需要が予測に反して伸びず、膨大な設備投資を回収できなくなった。このためデータ通信への需要のシフトを図ろうと試みたが、インターネットバブルの崩壊により投資が冷え込んだこともあって、事業者は次々と倒産した。

### イリジウム

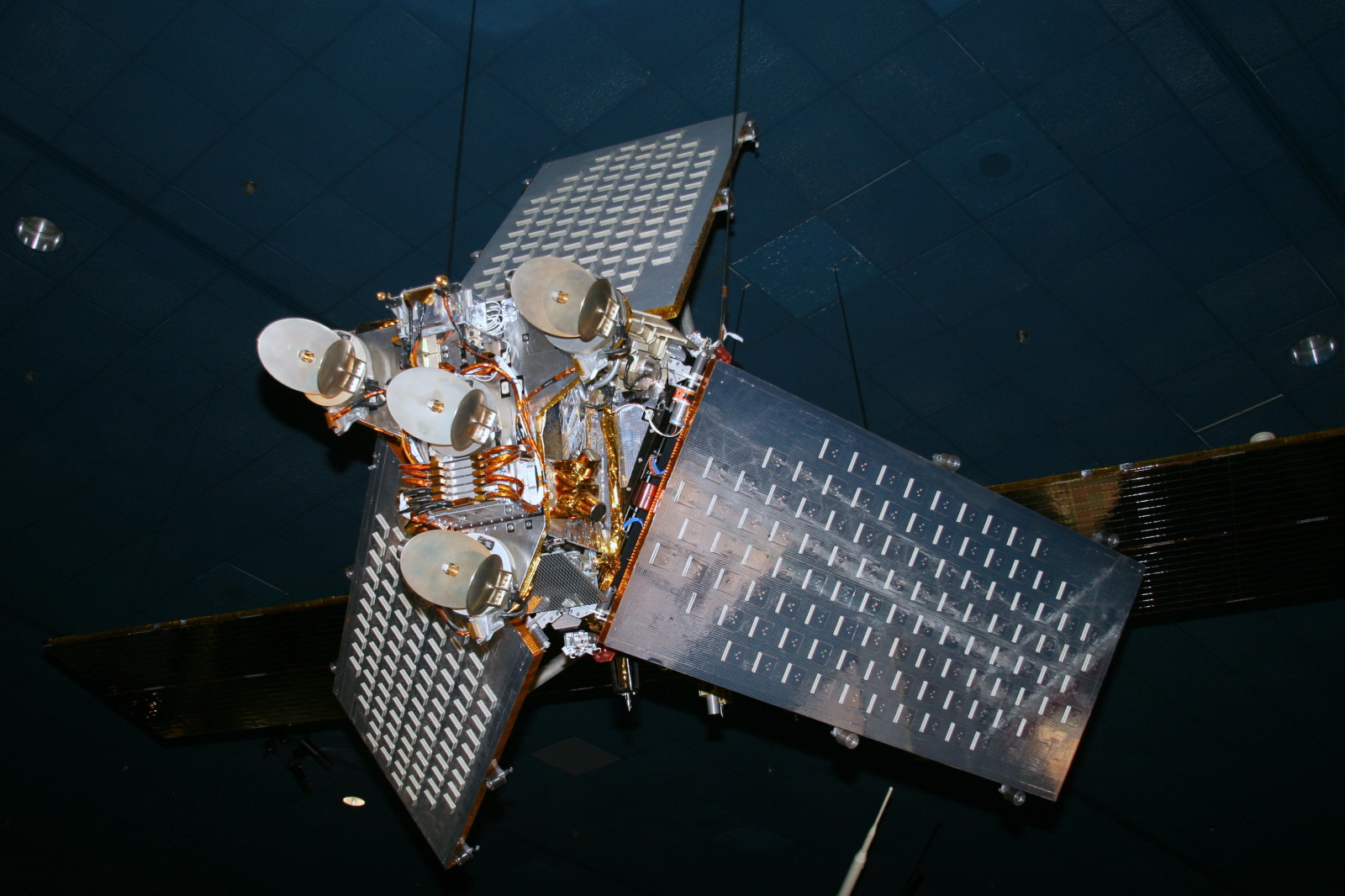
イリジウム衛星

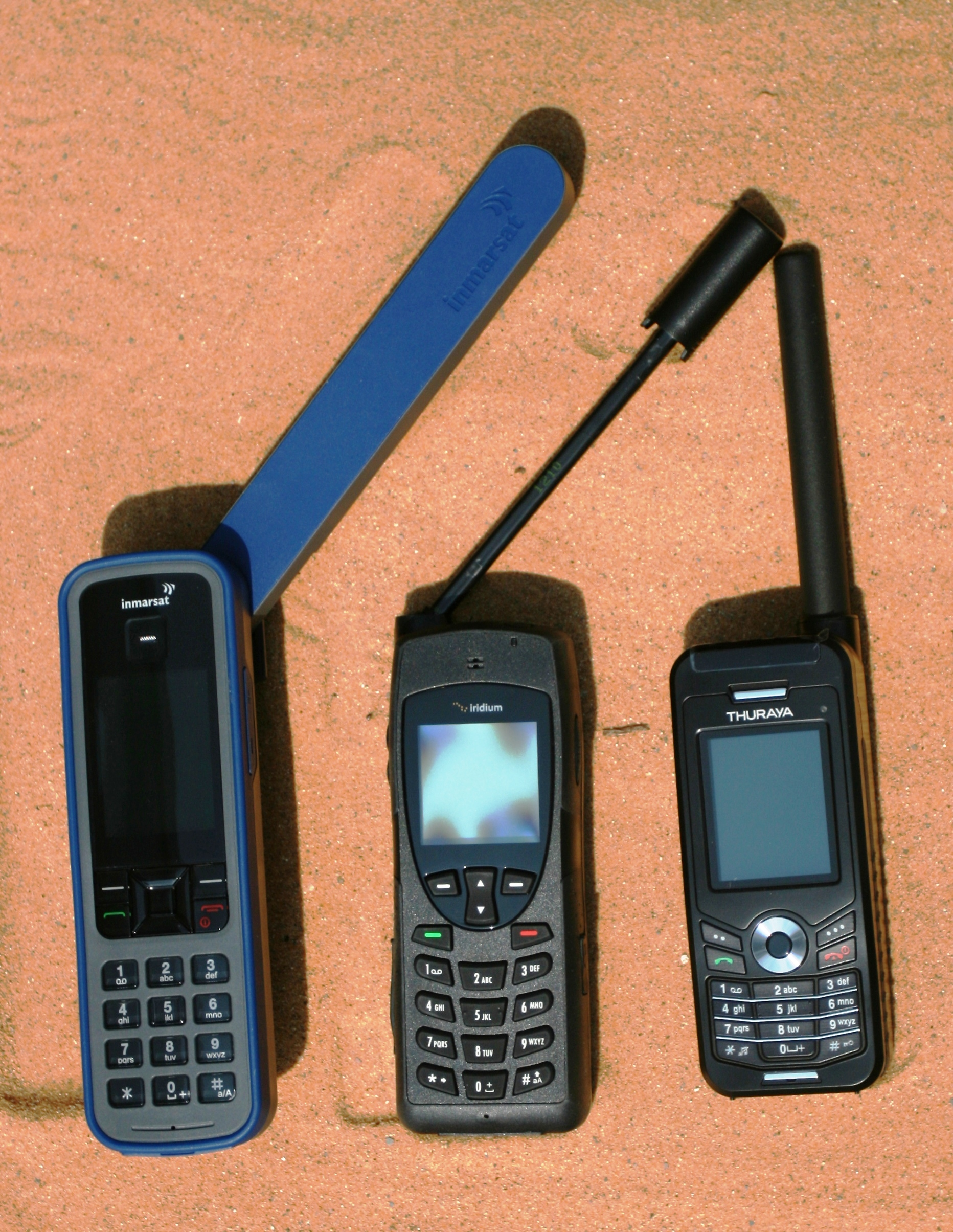
左から順に、インマルサット「IsatPhone Pro」・イリジウム「Iridium 9555」・スラーヤ「Thuraya XT」

1987年に米国モトローラ社から構想が打ち出されたシステム。当初は77機の衛星コンステレーションで計画されたため、原子番号77のイリジウムにちなんで名づけられた。モトローラが約18%、日本イリジウムが約11%間接出資する「IRIDIUM LLC」社が事業を担い、1997年12月からイリジウム通信衛星が長征2C（太原衛星発射センター）とデルタ II（ヴァンデンバーグ空軍基地）により順次打ち上げられ、1998年（平成10年）11月にサービスを開始した。
しかしながら当初から懸念されていた通信衛星のインフラ投資負担の重荷と、大型で高額のハンドセット（日本では40万円前後で販売）によりアメリカで5万台程度の契約数に留まったことで、開始後1年弱の1999年（平成11年）8月に連邦倒産法第11章を申請し倒産。2000年（平成12年）3月サービス停止した。一時は全数運用に入っている66機と予備の衛星すべてを大気圏へ突入させて焼却処分することも検討されたが、2000年（平成12年）11月にイリジウム・サテライト社（現：イリジウムコミュニケーションズ）が全ての資産を買い取ることで合意した。2004年（平成16年）4月に、ボーイング社への衛星維持費の支払いの軽減、世界10数カ所に存在した関門局（アースターミナル）を廃止しアリゾナ州の地球局へ一本化、全社員を700人から100人へ人員削減を行い、主にアメリカ合衆国連邦政府・アメリカ合衆国国防総省などを相手先とした通信サービスを行う事業モデルに変更して再出発した。
日本でも第二電電（DDI,現：KDDI）と京セラらが出資して1993年に設立した「日本イリジウム」によって1998年11月からアメリカと同時にサービスが開始された。DDIとしてはDDIセルラーグループ、ツーカー、DDIポケットに次ぐ移動体通信事業への参入であった。これに伴い日本で発着信するイリジウムの衛星電話網とイリジウム以外の電話回線（国際電話含む）を中継するアースターミナルと称する関門局が長野県内の山間部に3カ所設置され、DDIが同時期に参入した国際電話（0078）網も大いに活用されることになった。2000年3月末日を以て、米国イリジウム社のサービス停止により日本でも端末の使用ができなくなり、アースターミナルも運用停止状態を経て2005年前後に解体された。
2001年にはイリジウム・サテライト社によりサービスが再開されるも、日本イリジウムは前年に郵政省へ無線局の免許を返納し法人清算処理に入ったため、海外免許で取得したイリジウム端末の不正使用（電波法により無線局免許状を持たない端末は不法無線局となる）が問題になった。その状況を打開し要望に応えるべく、2005年（平成17年）6月にインマルサット（旧KDDの事業領域）を扱うKDDIの法人事業子会社「KDDIネットワーク&ソリューションズ」によってサービスを再開し、日本国内および公海上の日本船籍船舶内で再び使用できるようになった。日本国内で合法に利用するには同社経由で販売・貸与されるものに限られる。同社は2008年（平成20年）7月1日にKDDI本体に吸収されたため、現在はKDDIが日本唯一の事業者となっている（加入申し込み受付担当はKDDI ソリューション営業本部MSAT営業グループ）。個人の契約にはクレジットカードが必要になる。初代イリジウムとは異なり、イリジウム端末間以外の通信は全てアリゾナ州の地球局で中継し国際電話網を経由する流れとなっているため、イリジウム以外の電話回線で発信する場合は国際電話料金が適用される。

#### 主な端末

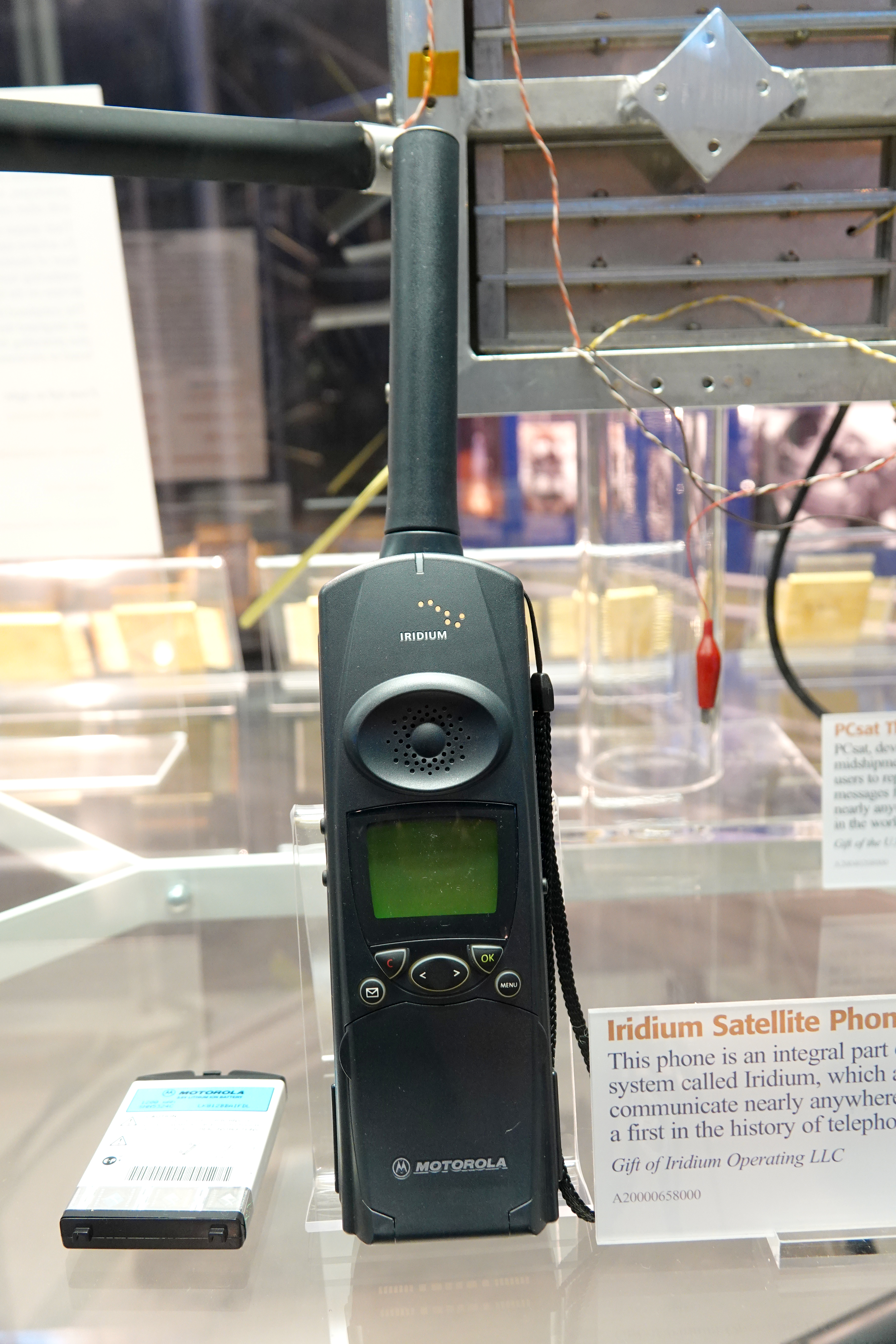
Iridium 9500

- 音声通信とともに2400bpsのデータ通信・ショートメッセージングサービスの可能な携帯端末。
- IMO条約の船舶保安警報装置 (SSAS : Ship Security Alert Sysytem) 対応端末
- 船舶用イリジウム衛星電話「OpenPort」 - 発売日:2008年（平成20年）11月1日。現行機種の約53倍の高速パケット通信を実現。イリジウム衛星電話の通信速度は2.4kbps、本機はその約53倍となる最大128kbpsの高速データ通信を実現。また、従来の接続時間に応じた課金ではなく、データ量に応じたパケット制。これまで、接続時間を気にして通信をしていた問題を解決し、ストレスのない通信環境を提供。電話回線3回線の同時収容を実現。イリジウム衛星電話としては初となる複数電話回線の同時収容を実現。最大3回線の音声通信とデータ通信を同時利用が可能。これまで1番号毎に1台の端末を購入していた手間と船内のスペース軽減に役立つ。日本デジコムによる報道発表

初代イリジウムでは携帯電話（セルラー）網とのデュアルネットワークに対応する機種が主力であり、大株主のモトローラと京セラがベンダーとして端末を発売していた。

#### イリジウム衛星
イリジウム衛星（通信衛星）は鏡面のようなアンテナを持ち、これが太陽光を反射して地上の狭い領域を強く照らすことがある。地上からは、数十秒間だけ非常に明るい物体が移動するように見え、-9等級に達することもある。これをイリジウムフレアと言い、見られる場所や時刻の予報も行われているが、しばしばUFOと誤認される。
2009年2月10日16時55分UTCに、北シベリア上空約790kmにおいて運用中であった通信衛星イリジウム33号が機能停止中であったロシアの軍事通信衛星コスモス2251号と衝突し、500個以上ものスペースデブリを発生させた。これは、宇宙空間で発生した初めての人工衛星同士の衝突事故である（2009年人工衛星衝突事故を参照）。日本デジコムは同12日のプレスリリースで、イリジウム社は30日以内に衝突し破壊された衛星の軌道上にスペアとなる衛星を再配置する計画であり、ユーザーに対する影響は軽微と発表した。
2007年に、イリジウム コミュニケーションズは、イリジウム通信衛星66機をすべて更新する総額30億ドルの次世代衛星通信ネットワーク計画「Iridium NEXT」を発表。2014年3月に、オービタルサイエンシズ社が生産を開始し、軌道上で運用する66機と軌道上予備機6機、地上予備機9機の計81機を3年間で製造すると発表した。打ち上げは2015年2月に開始し、2017年までに全ての衛星を軌道上に展開する予定。

### テレデシック
高度1,300 - 1,400kmの衛星を288個用いて、衛星通信によるインターネット接続を提供しようとした会社およびサービス。

### グローバルスター
1991年6月3日に米国ロラール社とクウォルコム社の出資で設立されたLQSS社が申請した高度1,414kmの衛星を48個用いるシステム。1999年（平成11年）10月にサービス開始したが、翌2000年（平成12年）11月に連邦倒産法第11章の適用を受けた。

### ICO
1991年9月にインマルサットから「プロジェクト-21」として構想が発表され、1995年1月に設立されたICOグローバルコミュニケーションズ社が事業主体となって開始されたシステム。衛星の個数を減らせる中軌道を採用。ICO (Intermediate Circular Orbit) は中軌道の別名である。1999年（平成11年）に破綻後、テレデシックへの投資家の支援を受け、衛星を使った無線ネットワーク会社として再出発を計画している。

### スペースモバイル
2021年、楽天モバイルではAST SpaceMobileと共同で低軌道衛星と既存の携帯電話が4Gで直接通信する計画「スペースモバイル」を発表した。これにより日本での人口カバー率100%を目指すという。2022年には試験衛星「BlueWalker3」を打ち上げて通信試験を実施する予定。
2022年時点では携帯移動地球局が必要になるため、技術基準適合証明の携帯電話では通信ができないため、サービス開始には制度変更が必要となる。